# Félix Fouiller

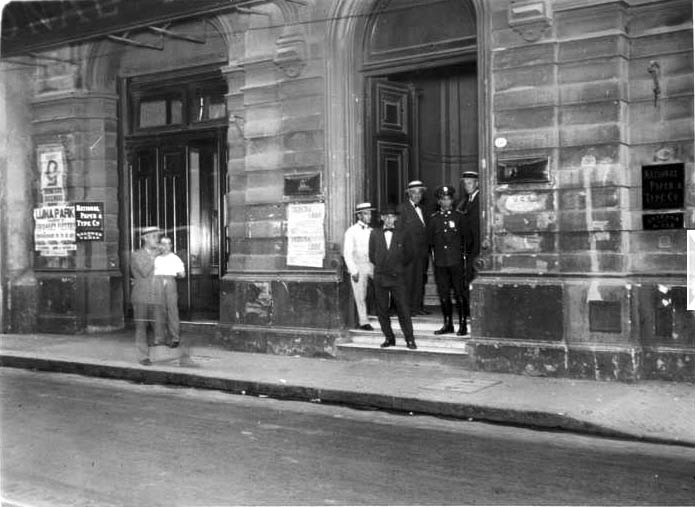
Entrada al edificio del periódico Tribuna Libre fundado y dirigido por Félix Fouiller.

Félix O. Fouiller (Capital Federal, Argentina, 1881 – Buenos Aires, Argentina, 20 de agosto de 1937) fue un periodista y funcionario que se destacó por su actuación como dirigente en el partido de la Unión Cívica Radical y por haber fundado, en 1931, el vespertino Tribuna Libre, órgano oficial del mencionado partido político.

## Biografía
Nació en Capital Federal y se radicó en el barrio porteño de Villa Urquiza, donde se caracterizó cumpliendo un  importante papel en el fomento y urbanización de la zona. Fue presidente de la biblioteca popular "Domingo Faustino Sarmiento" (1917-1923) del barrio de Villa Pueyrredón.
Fue secretario del Intendente de la Ciudad de Buenos Aires, José Luis Cantilo.
Se desempeñó como dirigente del partido de la Unión Cívica Radical (UCR) siendo amigo personal de Hipólito Yrigoyen y de Marcelo Torcuato de Alvear.
Fue periodista en el diario "La Época". Luego del golpe de Estado del 6 de septiembre de 1930, fundó en 1931, y fue director hasta su muerte,  del vespertino "Tribuna Libre", órgano oficial del radicalismo en aquel entonces. Él fue detenido durante los gobiernos de José Félix Uriburu y Agustín Pedro Justo.
El diario fue varias veces clausurado en 1931 y 1932 y dejó de aparecer en forma definitiva hacia 1937. 
Falleció en Buenos Aires el 20 de agosto de 1937.
En su homenaje, en 1960, la calle Chañar (entre Ceretti y Avenida de los Constituyentes), en el barrio de Villa Urquiza, fue designada con su nombre.

## Fuente consultada
Cutolo, V. O. (1994). Buenos Aires: Historia de las calles y sus nombres. Buenos Aires: Elche. ISBN 950-99212-0-3.
- Datos: Q28358561